# 石塔寺 (東近江市)
石塔寺（いしどうじ）は、滋賀県東近江市にある天台宗の寺院である。山号は阿育王山（あしょかおうざん）、本尊は聖観音（秘仏）。「石塔寺」の名のとおり、境内には、阿育王塔と呼ばれる石造三重塔を中心に、数万基の石塔や石仏が並ぶ。毎年8月末には、「石塔フェスティバル（石塔寺万燈祭）」が開かれ、石塔と石仏に献灯が行われる。近江西国三十三箇所第22番札所。

## 歴史
石塔寺は、聖徳太子創建の伝承をもつ寺院である。伝承によれば、聖徳太子は近江に48か寺を建立し、石塔寺は48番目の満願の寺院で、本願成就寺と称したという。聖徳太子創建との伝承をそのまま史実と受け取ることはできない。しかし、石塔寺がある滋賀県湖東地区には他にも西国三十三所札所寺院の長命寺（近江八幡市）、百済寺（ひゃくさいじ、東近江市）など、聖徳太子創建伝承をもつ寺院が多く、この地が早くから仏教文化の栄えた土地であるとともに、聖徳太子とも何らかのつながりのあったことを思わせる。
石塔寺境内にある数万基の石塔群の中で、ひときわ高くそびえる三重石塔については、次のような伝承がある。平安時代の長保3年（1003年）に唐に留学した比叡山の僧・寂照法師は、五台山に滞在中、五台山の僧から、「昔インドの阿育王が仏教隆盛を願って三千世界に撒布した8万4千基の仏舎利塔のうち、2基が日本に飛来しており、1基は琵琶湖の湖中に沈み、1基は近江国渡来山（わたらいやま）の土中にある」と聞いた。寂照は日本に手紙を送ってこのことを知らせた。3年後の寛弘3年（1006年）、播州明石（兵庫県明石市）の僧・義観僧都がこの手紙を入手し、一条天皇に上奏した。そして、一条天皇の勅命により、塔の探索を行ったところ、武士の野谷光盛なる者が、石塔寺の裏山に大きな塚を発見した。野谷光盛と天皇の勅使平恒昌が掘ってみたところ、阿育王塔が出土した。一条天皇は大変喜び、七堂伽藍を新たに建立し、寺号を阿育王山石塔寺と改号した。寺は一条天皇の勅願寺となり、隆盛を極め、八十余坊の大伽藍を築いたという。
以上の伝承のうち、「インドの阿育王」云々が後世の仮託であることは言うまでもなく、件の石塔は、実際には奈良時代前期（7世紀）頃に、朝鮮半島系の渡来人によって建立されたとみるのが通説である。この石塔は、日本各地にある中世以前の石塔とは全く異なった様式をもつものであり、朝鮮半島の古代の石造物に類似している。湖東地区が渡来人と関係の深い土地であることは、『日本書紀』に天智天皇8年（669年）、百済（当時すでに滅亡していた）からの渡来人700名余を近江国蒲生野（滋賀県蒲生郡あたり）へ移住させた旨の記述があることからも裏付けられ、石塔寺の三重石塔も百済系の渡来人によって建立されたものであるとの見方が一般的である。
鎌倉時代には、三重石塔（伝・阿育王塔）の周りの境内に、五輪塔や石仏が多数奉納された。
安土桃山時代、織田信長の焼き討ちにより、七堂伽藍、木造建築物、寺宝が全て焼失し、寺は荒廃した。その後、江戸時代初期、天海が弟子の行賢に指示し、一部復興されている。

## 文化財
重要文化財
- 石造三重塔（伝・阿育王塔） - 奈良時代前期建立。石造層塔としては日本最古であり、石造三重塔としては日本最大。高さ7.6m。石材は花崗岩。
- 石造宝塔 - 正安4年（1302年）の建立。「宝塔」は、円筒形の塔身に宝形造（四角錐形）の屋根を付した形式の塔を指す。
- 石造五輪塔（2基） - それぞれ嘉元2年（1304年）および貞和5年（1349年）の建立。

## 所在地・アクセス
住所
〒529-1501 滋賀県東近江市石塔町860
交通
- JR東海道本線（琵琶湖線）および近江鉄道八日市線（万葉あかね線）近江八幡駅より近江鉄道バス（北畑口行き）で桜川駅停留所下車、同停留所で日野町営バス（原行き）に乗り継いで石塔口停留所下車、徒歩15分。

駐車場
- 普通車20台、大型車10台

見学
- 開門時間 - 9時～17時（5月-10月 9時～18時）
- 拝観料 - 大人400円 小人100円